# محمدصادق (نگارگر)
محمد صادق از هنرمندان برجسته قرن ۱۸ ایران است. او نقاش دربار کریم خان و پس از مرگ کریم خان، دربار آقا محمد خان قاجار بود.

## پرتره رستم خان

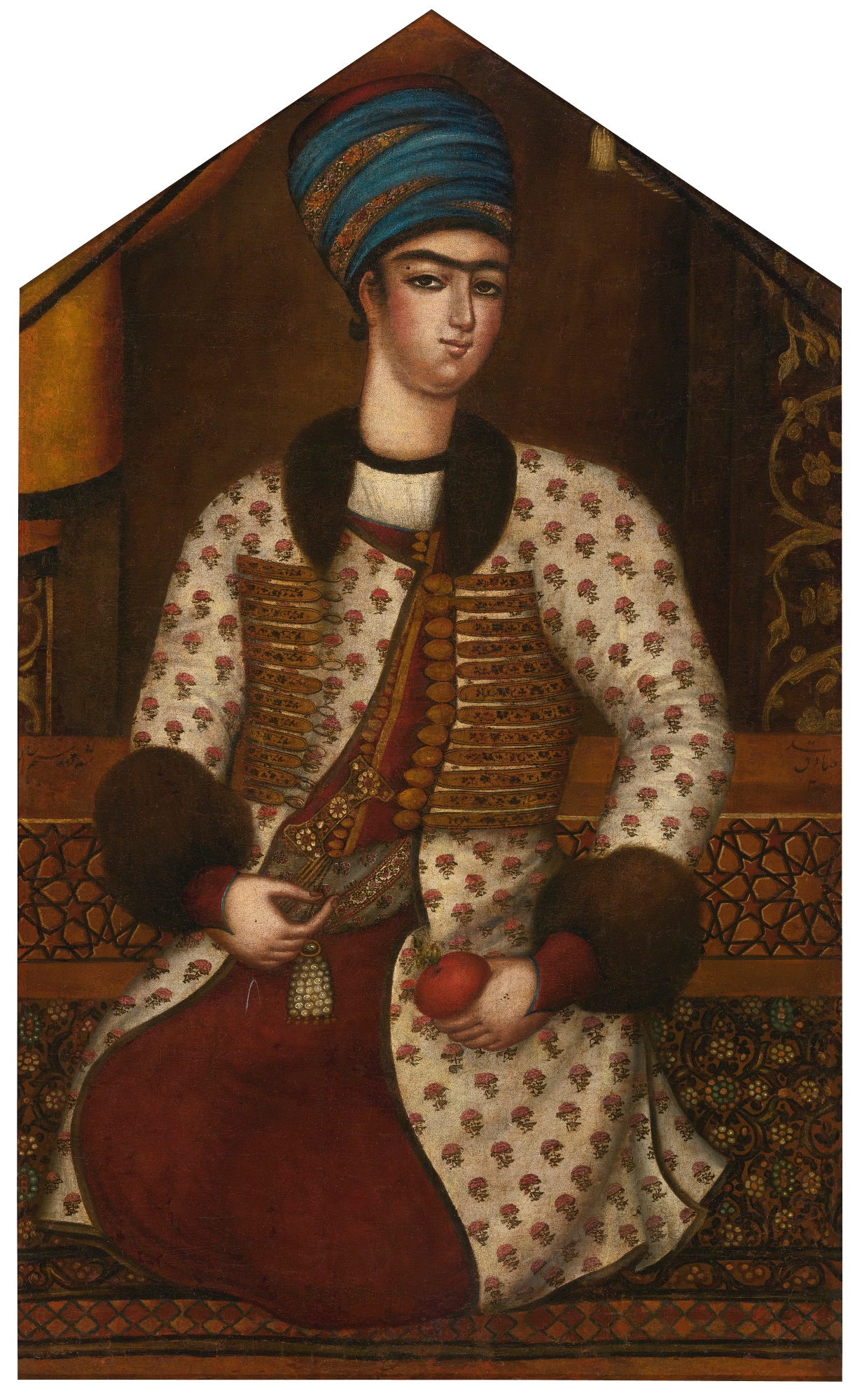
پرتره رستم خان نقاشی شده توسط محمد صادق در حدود ۱۷۷۹

از معروفترین آثار او پرتره محمدرستم خان زند، از شاهزادگان زندیه و نوه زکی‌خان زند، است. این اثر بیشتر به خاطر نمایش تعریف کلاسیک ایرانیان از مردانگی تمجید می‌شود.

## نگارخانه

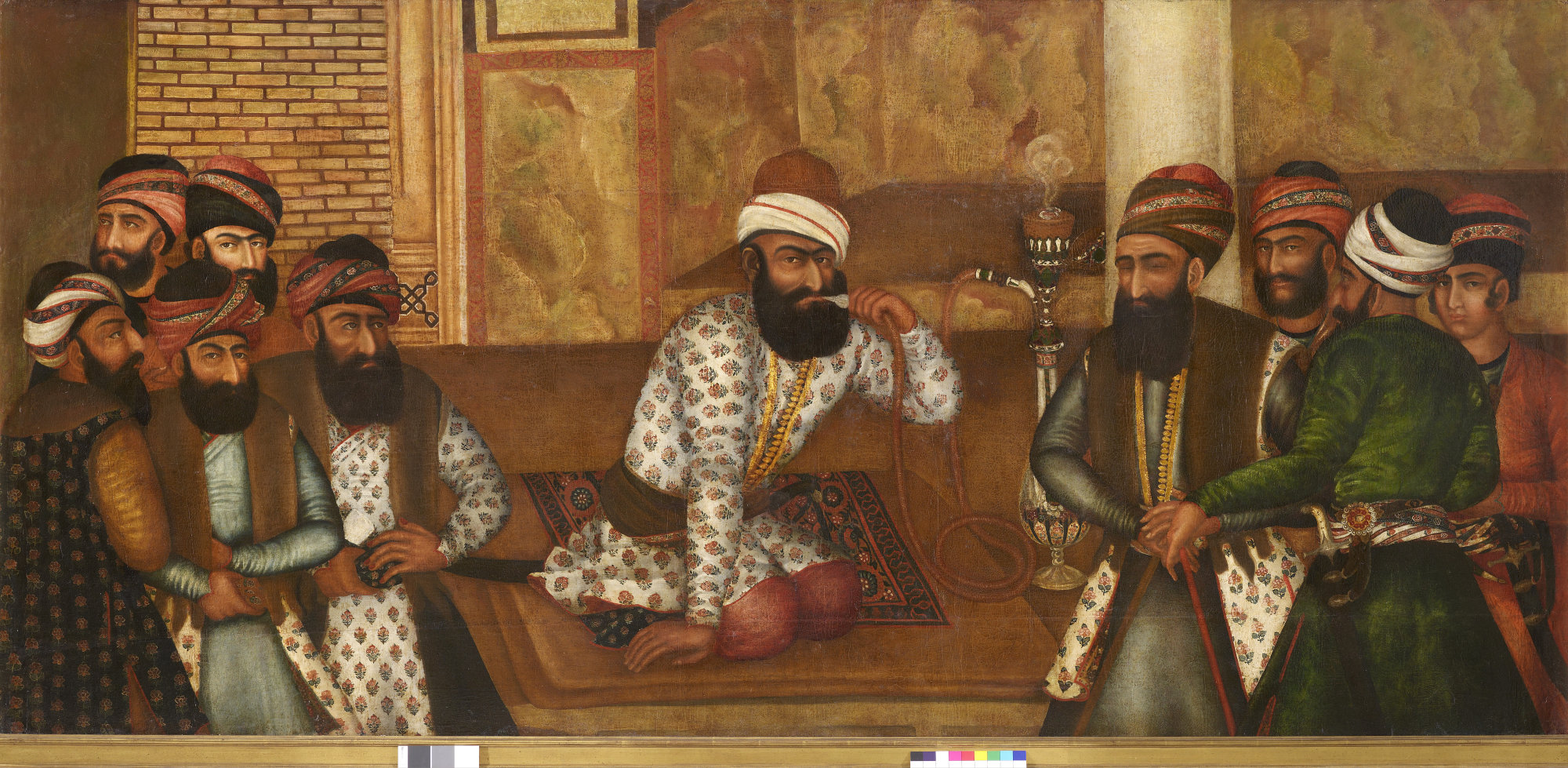
دربار کریم خان،  نقاشی شده توسط محمد صادق
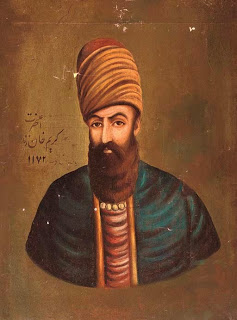
کریم خان زند
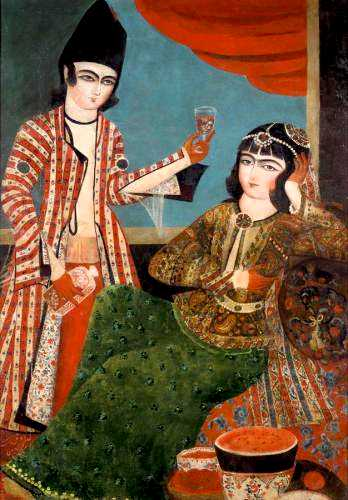
نقاشی از یک زن و شوهر
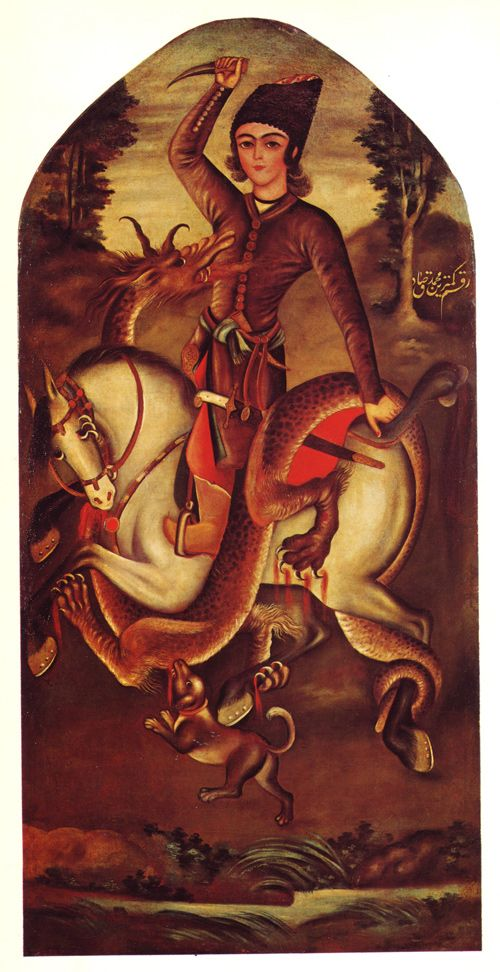
نقاشی دوره قاجار،  شاهزاده،  مبارزه با اژدها